# Zasłużony Artysta Federacji Rosyjskiej

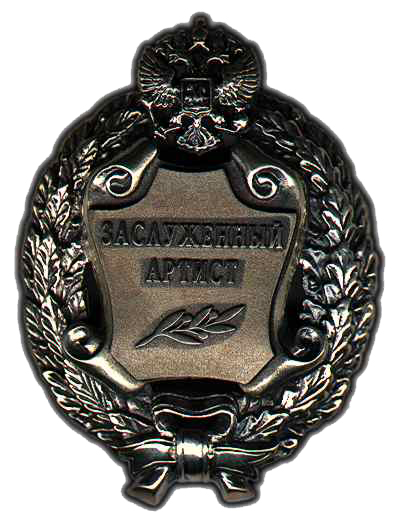
Odznaka „Zasłużony Artysta Federacji Rosyjskiej”

Zasłużony Artysta Federacji Rosyjskiej (ros. Заслуженный артист Российской Федерации; dawniej: Zasłużony Artysta RFSRR) – honorowy tytuł przyznawany wybitnym artystom, reżyserom, baletmistrzom, dyrygentom, dyrygentom chórowym, wykonawcom muzyki, autorom dzieł wysokiej artystycznej klasy, spektakli, filmów, spektakli i filmów telewizyjnych; cyrkowym, koncertowym, estradowym, autorom opraw muzycznych międzynarodowych imprez takich jak olimpiady, festiwale itp., którzy cieszą się ogólnym uznaniem i których działalność trwała dziesięć lat lub więcej.